# Qualifications à la Coupe d'Afrique des nations de football 1986
Cet article présente la phase qualificative à la Coupe d'Afrique des nations 1986.
Six billets sont à distribuer aux trente-quatre pays participant à ces qualifications. L'Égypte, l'organisateur du tournoi et le Cameroun, tenant du titre, sont exempts de ces qualifications.
Les éliminatoires sont organisées en trois tours qui voient s'affronter des équipes en matchs aller-retour à élimination directe. L'Afrique du Sud est toujours au ban du football international du fait de sa politique d'apartheid. Sont également absentes de cette campagne qualificative les sélections de Guinée-Bissau, du Burkina Faso, de Centrafrique, du Cap-Vert, d'Angola, de São Tomé et Principe, du Tchad, du Burundi, de Djibouti, du Lesotho, du Niger, du Rwanda, du Botswana et des Seychelles.

## Tour préliminaire
Les seize moins bonnes équipes africaines disputent un tour préliminaire. Les huit équipes issues du tour préliminaire retrouvent les seize meilleures nations du continent, assurées de démarrer les éliminatoires au premier tour. 
| Équipe 1 | Résultat      | Équipe 2     | Aller | Retour |
| -------- | ------------- | ------------ | ----- | ------ |
| Gambie   | 3 - 4         | Sierra Leone | 3 - 2 | 0 - 2  |
| Liberia  | 3 - 4         | Mauritanie   | 3 - 1 | 0 - 3  |
| Mali     | 3 - 2         | Bénin        | 1 - 0 | 2 - 2  |
| Maurice  | 0 - 3         | Mozambique   | 0 - 0 | 0 - 3  |
| Somalie  | 1 - 1 3-4 tab | Kenya        | 1 - 0 | 0 - 1  |
| Tanzanie | 3 - 2         | Ouganda      | 0 - 1 | 3 - 1  |
| Zaïre    | 3 - 1         | Gabon        | 2 - 0 | 1 - 1  |
| Zimbabwe | 8 - 1         | Eswatini     | 3 - 0 | 5 - 1  |

## Premier tour
Le Soudan, la Sierra Leone, la Tanzanie et l'Éthiopie déclarent forfait après le tirage au sort.
| Équipe 1      | Résultat      | Équipe 2     | Aller | Retour |
| ------------- | ------------- | ------------ | ----- | ------ |
| Algérie       | 5 - 1         | Mauritanie   | 4 - 0 | 1 - 1  |
| Congo         | 2 - 5         | Zaïre        | 2 - 5 | 0 - 0  |
| Côte d'Ivoire | 7 - 1         | Mali         | 6 - 0 | 1 - 1  |
| Ghana         | 5 - 2         | Guinée       | 1 - 1 | 4 - 1  |
| Libye         | 2 - 1         | Tunisie      | 2 - 0 | 0 - 1  |
| Madagascar    | 2 - 6         | Zimbabwe     | 0 - 1 | 2 - 5  |
| Malawi        | 2 - 2 5-6 tab | Mozambique   | 1 - 1 | 1 - 1  |
| Togo          | 1 - 2         | Sénégal      | 0 - 1 | 1 - 1  |
| Kenya         | Q. - forfait  | Soudan       | -     | -      |
| Maroc         | Q. - forfait  | Sierra Leone | -     | -      |
| Nigeria       | Q. - forfait  | Tanzanie     | -     | -      |
| Zambie        | Q. - forfait  | Éthiopie     | -     | -      |

## Deuxième tour
| Équipe 1      | Résultat      | Équipe 2   | Aller | Retour |
| ------------- | ------------- | ---------- | ----- | ------ |
| Côte d'Ivoire | 2 - 0         | Ghana      | 2 - 0 | 0 - 0  |
| Kenya         | 0 - 3         | Algérie    | 0 - 0 | 0 - 3  |
| Libye         | 3 - 3 3-4 tab | Mozambique | 2 - 1 | 1 - 2  |
| Maroc         | 1 - 0         | Zaïre      | 1 - 0 | 0 - 0  |
| Nigeria       | 0 - 1         | Zambie     | 0 - 0 | 0 - 1  |
| Zimbabwe      | 1 - 3         | Sénégal    | 1 - 0 | 0 - 3  |

## Qualifiés
- Cameroun (champion d'Afrique en titre)
- Égypte (pays organisateur)
- Algérie
- Côte d'Ivoire
- Maroc
- Mozambique
- Sénégal
- Zambie